# Tres
Tres – miejscowość i gmina we Włoszech, w regionie Trydent-Górna Adyga, w prowincji Trydent.
Według danych na rok 2004 gminę zamieszkiwało 657 osób, 46,9 os./km².
1 stycznia 2015 gmina została zlikwidowana.